# Phare de la Barra do Chuí
Le phare de Chuí (en portugais : Farol do Chuí), le Phare le plus méridional du pays, se situe à quelques centaines de mètres de la frontière avec l'Uruguay, à Santa Vitória do Palmar, dans l'état du Rio Grande do Sul.
Le phare est la propriété de la Marine brésilienne  et il est géré par le Centro de Sinalização Náutica e Reparos Almirante Moraes Rego (CAMR) au sein de la Didection de l'Hydrographie et de la Navigation (DHN).

## Description
Le premier phare a été mis en service le 24 mai 1910. Il était le dernier des quatre phares dispersés le long de la côte dangereuse de Rio Grande à Barra do Chui. C'était une tourelle métallique rouge dont la lanterne était équipé d'une lentille de Fresnel de 4° ordre, construit par Barbier, Bénard et Turenne, qui émettait une lumière rouge et blanche visible jusqu'à 33 km. En 1934, à cause du mauvais état de la tour, une nouvelle tour en béton l'a remplacé. Mais quelques années plus tard, à cause de son instabilité, elle a été abandonnée.
Construit en 1941, le nouveau phare trône au-dessus de l'embouchure de l'Arroio Chuí dans l'océan Atlantique Sud, sur la commune de Santa Vitória do Palmar.
C'est une tour cylindrique en béton de 30 mètres de haut, avec double galerie et lanterne. La tour est peinte avec des bandes horizontales rouges et blanches. La lanterne émet deux éclats blancs toutes les 35 secondes, avec une portée maximale de 85 kilomètres.
Identifiant : ARLHS : BRA024  - Amirauté : G0644 - NGA : 19012 .